# DOK Dwingeloo (volley-ball féminin)
DOK (Door Oefening Kampioen) Dwingeloo est un club néerlandais de volley-ball fondé en 1962 et basé à Dwingeloo qui évolue pour la saison 2014-2015 en Dames Promotieklasse B.

## Effectifs

### Saison 2011-2012
Entraîneur : Bram Leijssenaar  Pays-Bas